# Fundação Joaquim Nabuco

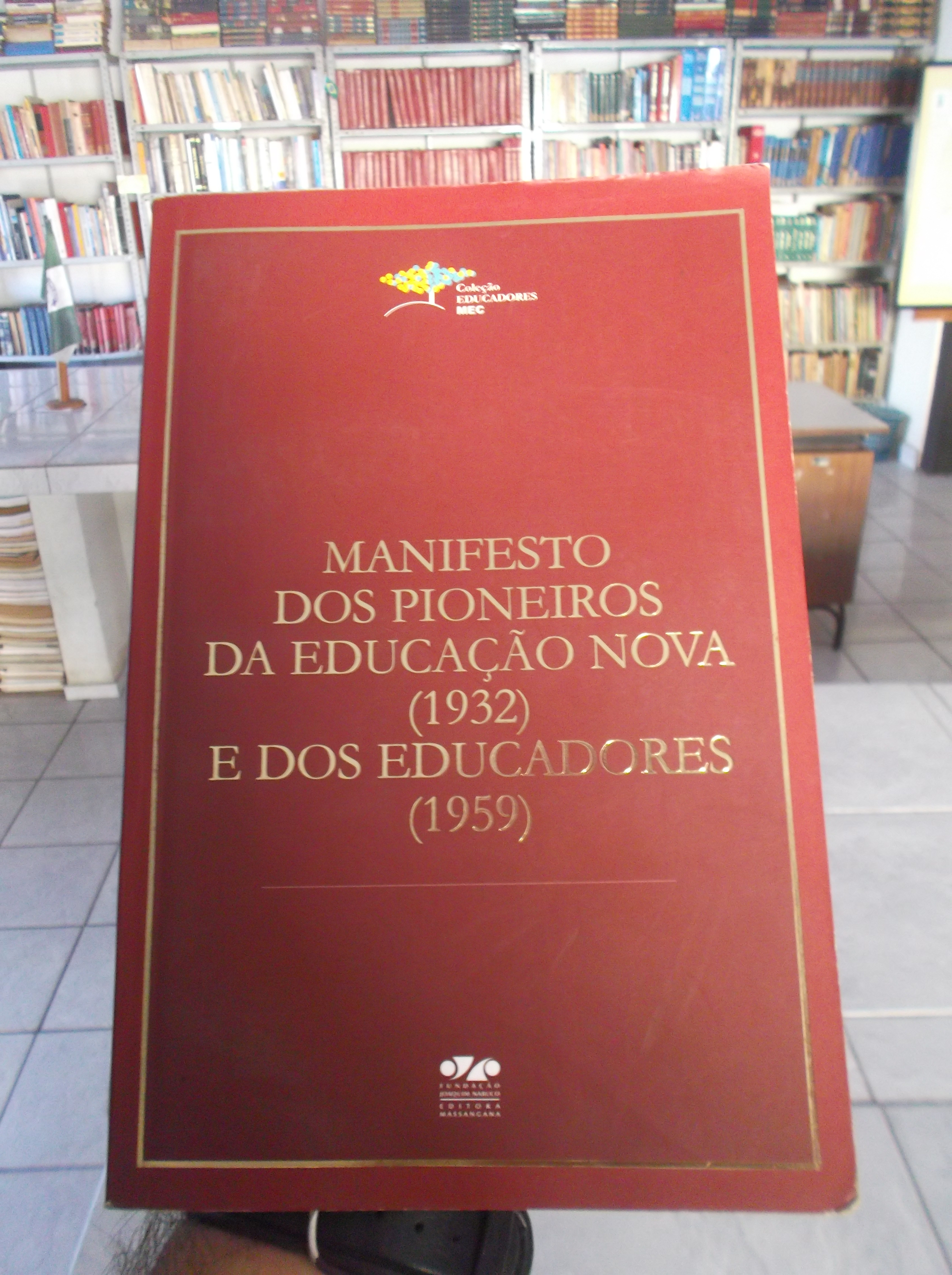
Uma publicação da fundação, o Manifesto dos Pioneiros da Educação.

A Fundação Joaquim Nabuco (Fundaj) é uma fundação pública com regime de direito privado vinculada ao Ministério da Educação do Brasil. Sediada no Recife em Pernambuco, foi fundada em 1949 com o propósito de preservar o legado histórico-cultural de Joaquim Nabuco, com ênfase nas regiões Norte e Nordeste. É presidida desde janeiro de 2022 pela professora doutora Márcia Angela Aguiar, docente do programa de pós graduação do curso de pedagogia da Universidade federal de Pernambuco.

## Histórico
Idealizada pelo sociólogo Gilberto Freyre em 1947, a fundação foi criada como Instituto Joaquim Nabuco de Pesquisas Sociais, em homenagem ao político abolicionista que em 1949 se comemorava o centenário de seu nascimento. Após instalar-se provisoriamente em prédio alugado, em 1949 veio finalmente a instalar-se em sua sede definitiva e atual, na Av. 17 de Agosto, n 2.187, Recife.
Seu primeiro diretor foi José Antônio Gonsalves de Mello.

## Espaços culturais
A fundação mantém os seguintes espaços culturais em Recife: Museu do Homem do Nordeste, Cineteatro José Carlos Cavalcanti Borges, Galeria Baobá, Galeria Vicente do Rego Monteiro, Galeria Massangana, Galeria Waldemar Valente, Memorial Joaquim Nabuco, Sala Mauro Mota de exposição permanente, Biblioteca Central Blanche Knopf e a Biblioteca Nilo Pereira e o Centro Cultural Engenho Massangana no Cabo de Santo Agostinho, na Região Metropolitana do Recife.
A Fundaj é composta por três diretorias, a saber: Diretoria de Pesquisas Sociais; Diretoria  de Memória, Educação, Cultura e Arte; e Diretoria de Formação Profissional e Inovação.
Em seu site oficial, a instituição possui um acervo digitalizado de cordéis.